# Hłybiwka (obwód chmielnicki)
Hłybiwka – wieś na Ukrainie, w obwodzie chmielnickim, w rejonie nowouszyckim.